# Saturno (nome)
Saturno  è un nome proprio di persona italiano maschile.

## Varianti
- Alterati: Saturnino[1][2]
- Femminili: Saturna[1]

### Varianti in altre lingue
- Bretone: Sadorn
- Francese: Saturne
- Gallese: Sadwrn[3]
- Greco moderno: Σατούρνους (Satournous)
- Inglese: Saturn[3][4][5]
- Inglese antico: Sætern[5]
- Islandese: Satúrnus
- Latino: Saturnus[1][3][4][5]
  - Femminili: Saturna[1]
- Lituano: Saturnas
- Norvegese: Saturn
- Polacco: Saturn
- Russo: Сатурн (Saturn)
- Sardo: Sadurru
- Spagnolo: Saturno
- Tedesco: Saturn

## Origine e diffusione

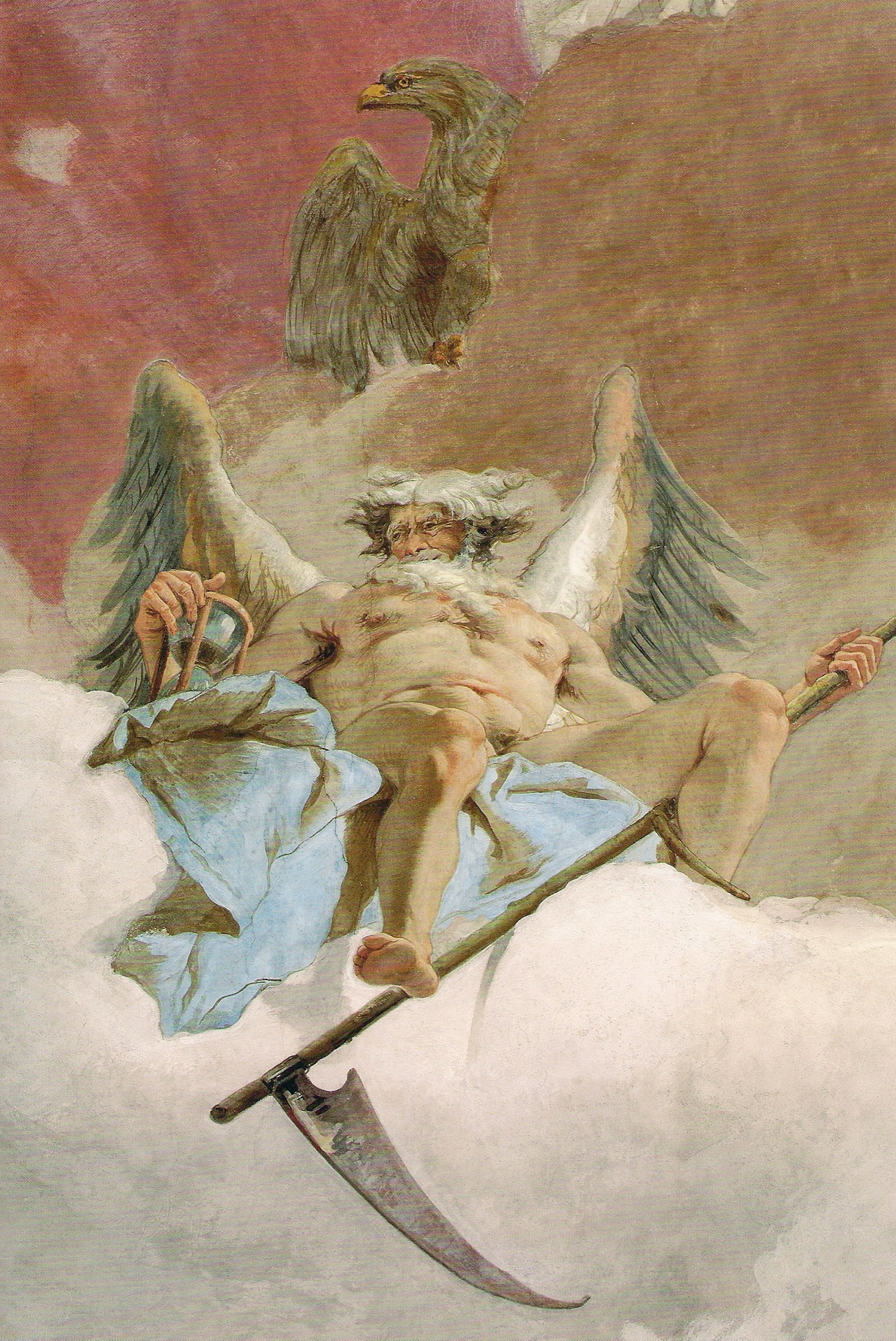
Saturno, di Giambattista Tiepolo

Riprende il nome del dio romano dell'agricoltura Saturno, al quale è dedicato anche il pianeta omonimo.
Continua il latino Saturnus, di origine ignota, forse etrusca. Viene talvolta ricondotto al latino satus ("semina", participio passato del verbo serere, "seminare", quindi "seminatore"), tuttavia si tratta di una paretimologia.
È diffuso nel Centro e nel Nord Italia.

## Onomastico
Fra i primi cristiani erano evitati i nomi di origine pagana, e infatti nel martirologio romano non è riportato alcun santo di nome Saturno (anche se abbondano quelli di nome Saturnino); gli Acta martyrum, invece, attestano quattro santi con questo nome: un martire a Nicomedia il 6 marzo, uno a Roma il 19 aprile, un altro in Africa il 24 novembre e il quarto il 3 giugno. In Sardegna è ricordato un altro martire il giorno 30 ottobre, san Saturnino di Cagliari, il cui vero nome era Saturno.
Vi sono infine due santi gallesi: san Sadwrn Farchog, principe, soldato e discepolo di san Cadfan, festeggiato il 29 novembre (probabilmente a causa della confusione con san Saturnino di Tolosa), e san Sadwrn di Henllan (Denbighshire), abate ed eremita, citato nella vita di santa Winifred e ricordato il 30 novembre.

## Persone
- Saturno Schiavoni, poeta e commediografo italiano

## Il nome nelle arti
- Saturna è un personaggio del film del 1970 Tristana, diretto da Luis Buñuel.